# Cacocum
Cacocum es uno de los municipios de la Provincia de Holguín en Cuba, cuya cabecera, del mismo nombre, se encuentra a solo 16 km de la ciudad de Holguín, capital provincial.

## Surgimiento e historia
El 9 de julio de 1599 fue entregada la propiedad del hato de Cacocum a Alonso Cepeda, quien estableció su hacienda en este lugar. En 1752 se crea la primera forma de control administrativo al separarse Holguín de Bayamo (jurisdicción de la cual formó parte hasta esta fecha ): el partido de Cacocum.
En esta época se establecieron ingenios o trapiches para la producción de miel, aguardiente y raspaduras, constituyendo la primera forma de explotación del territorio la utilización de mano de obra esclava. La zona en que está ubicado el municipio recibió desde épocas tempranas una importante población criolla.

### Guerra de los Diez Años
Antes de la guerra de 1868 miembros de una de las más importantes familias de la comarca (la familia Grave de Peralta) tuvieron algunos de sus miembros vinculados a movimientos en contra de las autoridades españolas. Una vez realizadas las primeras actividades de las conspiraciones que dieron inicio a la guerra de 1868 Cacocum devino un centro importante del movimiento revolucionario.
Julio Grave de Peralta era el jefe de la conspiración, públicamente se hacía propaganda a favor del movimiento independentista, se realizaban colectas para comprar armas y se formó un fondo común para ayudar a las familias de los que cayeran en acción.
En el momento de alzarse Carlos Manuel de Céspedes, Julio Grave de Peralta enterado de aquel acontecimiento reunió a varios familiares, vecinos y amigos y alzó en armas, convirtiendo a su finca en campamento. Este alzamiento marcó el inicio de la guerra en Holguín, convirtiéndose Cacocum en uno de los centros revolucionarios más importantes de Holguín y la cuenca del Cauto. 

El general Calixto García fue acogido en esta zona. Los mambises integraron una de las últimas fuerzas que depuso las armas al concluir la Guerra de los Diez Años, dando su apoyo a la Protesta de Baraguá. En agosto de 1879 vuelven a sublevarse los campesinos de Cacocum en apoyo a la Guerra Chiquita.

### Guerra Necesaria
En febrero de 1895 se sublevaron un grupo de conspiradores para participar en la Guerra Necesaria, en los primeros días de la cual los vecinos de Cacocum nutrieron las tropas del general Bartolomé Masó. Cacocum pertenecía al territorio el Segundo Cuerpo del Ejército Libertador del Departamento Oriental. Los mambises de la región se encargaron de impedir cualquier movimiento entre las ciudades de Holguín y Bayamo, impidiendo en la Guerra Hispano-Estadounidense el movimiento de las tropas españolas de Holguín a Bayamo y Santiago de Cuba.

### Período Neocolonial
En 1911 se construye el central Cacocum, luego llamado Cristino Naranjo. En 1918 se inician las obras de construcción del central Maceo Estos centrales se fundan con capitales cubanos. Influye en los cambios de la zona la construcción de la carretera central y el ferrocarril, los cuales pasan por el municipio.
En esta etapa predominan las relaciones capitalistas en la zona, lo que acarreó una gran explotación, lo que condujo al surgimiento del movimiento obrero y campesino, el cual se enfrentó a la burguesía. En los dos centrales que posee el municipio existían células del Partido Socialista Popular (PSP). 
En 1956 se crea una célula del Movimiento 26 de julio dirigida por Gilberto González Rojas, ( asesinado en las Pascuas Sangrientas.
Desde principios de 1958 comenzaron a operar en Cacocum diferentes grupos guerrilleros. En septiembre de 1958 la zona quedó enmarcada en la jurisdicción de operaciones de la columna 14 del Cuarto Frente Simón Bolívar.

### Período Revolucionario
Después del triunfo de la Revolución combatientes de Cacocum lucharon contra los grupos de bandidos que trataron de liquidar el proceso revolucionario, además de la participación de hombres del municipio en misiones internacionalistas en Angola y Etiopía entre otros países.
El municipio ha tenido grandes avances en la educación, la salud y la cultura desde el triunfo de la Revolución, disminuyendo la mortalidad infantil y mejorando la esperanza y calidad de vida de sus pobladores.

## Geografía
Este municipio está formado por una llanura que se extiende hasta las riberas del río Cauto. En sus inicios fue un territorio cubierto de bosques tropicales, los cuales fueron desapareciendo en la colonización de la isla debido a la construcción de potreros y haciendas de crianza de ganado. Al construirse en el siglo XX los 2 centrales azucareros del municipio los cultivos aceleraron la deforestación de la región.

### Definiciones y Límites
- Extensión territorial: 661.1 kilómetros cuadrados.
- Población mayor de los 50 mil 896 habitantes hacia el 2006.
- Centro del municipio: poblado de Cacocum.

Límites:
- Norte: municipios Holguín y Calixto García.
- Este: municipios Báguanos y Urbano Noris.
- Sur: municipio Urbano Noris y provincia Granma.

## Economía
El territorio se basa fundamentalmente en la industria (producción de azúcar y sus derivados) y la agricultura. Posee un central azucarero, el Cristino Naranjo, una destilería de alcohol y una fábrica de motores eléctricos. Cuenta con una importante masa ganadera.Las principales riquezas del territorio son la industria y la agricultura. En la primera se destaca la producción de azúcar y sus derivados. Cacocum es un importante nudo de comunicaciones ferroviarias en la provincia de Holguín. 